# Rhinocricus loreto
Rhinocricus loreto är en mångfotingart som beskrevs av Chamberlin 1955. Rhinocricus loreto ingår i släktet Rhinocricus och familjen Rhinocricidae. Inga underarter finns listade i Catalogue of Life.